# Peropteryx leucoptera
Peropteryx leucoptera — є одним з видів мішкокрилих кажанів родини Emballonuridae.

## Поширення
Країни поширення: Болівія, Бразилія, Колумбія, Французька Гвіана, Гаяна, Перу, Суринам, Венесуела. Знаходиться на низькій висоті. Цей вид відомий погано. Сідала знаходяться в печерах, дуплах дерев, у порожнистих гнилих колодах на землі або під нависаючими берегами. Харчується в повітрі на відкритому просторі комахами.

## Загрози та охорона
Вирубка лісів і втрати карстових печер є загрозами.